# 東漢普頓
東漢普頓鎮（英語：The Town of East Hampton）位於紐約州薩福克县東南部，長島南岸的東端。它是紐約州最東端的城鎮。在美國2010年人口普查時，它的總人口為21,457。
該鎮包括東漢普頓村，以及蒙托克，阿瑪甘西特，溫斯科特和斯普林斯等村莊。它還包括薩格港合併村的一部分。
東漢普頓位於一個半島上，南部與大西洋接壤，東面與布洛克島海峽相接，北面與加德納斯灣相距不遠。西面是長島西部，直達東河和紐約市。鎮上有八個州立公園，大部分位於水邊。
從西部的溫斯科特到東部的蒙托克角，該鎮佔地70平方英里（180平方公里），延伸近25英里（40公里）。它的最寬處約六英里（10公里），最窄處不到一英里。該鎮擁有加德納斯島的管轄權，該島是美國最大的私人島嶼之一。該鎮有70英里（110公里）的海岸線。